# Convent (Louisiane)
La census-designated place de Convent est le siège de la paroisse de Saint-Jacques, dans l’État de la Louisiane, aux États-Unis. Sa population s’élevait à 711 habitants lors du recensement de 2010.

## Histoire
Au XVIIIe siècle, le village s'appelait Baron lors du peuplement par les colons français en 1722, à l'époque de la Louisiane française. Par la suite, au XIXe siècle, des religieux s'installèrent à cet emplacement et édifièrent un couvent dédié à saint Michel. La cité prit alors le nom de « Couvent », anglicisé en « Convent ».
La localité est le siège de la paroisse depuis 1869.

## Géographie
La ville est située le long du fleuve Mississippi. Son altitude est de 5 mètres. Sa superficie est de 13,81 km2, dont 10 km2 de terre ferme.

## Démographie
| Groupe            | Convent | Louisiane | États-Unis |
| ----------------- | ------- | --------- | ---------- |
| Afro-Américains   | 65,8    | 32,0      | 12,6       |
| Blancs            | 32,1    | 62,6      | 72,4       |
| Métis             | 0,8     | 1,6       | 2,9        |
| Autres            | 1,3     | 3,8       | 12,1       |
| Total             | 100     | 100       | 100        |
|                   |         |           |            |
| Latino-Américains | 1,3     | 4,3       | 16,7       |

Selon l'American Community Survey, pour la période 2011-2015, 89,23 % de la population âgée de plus de 5 ans déclare parler anglais à la maison, alors que 8,86 % déclare parler le français et 4,31 % l'espagnol.

## Source
- (en) Cet article est partiellement ou en totalité issu de l’article de Wikipédia en anglais intitulé « Convent, Louisiana » (voir la liste des auteurs).

1. ↑  (en) « Convent, LA Population - Census 2010 and 2000 ».
2. ↑  (en) « Population of Louisiana - Census 2010 and 2000 », sur censusviewer.com.
3. ↑  (en) « Language spoken at home by ability to speak English for the population 5 years and over », sur factfinder.census.gov.